# The Rip Tide
The Rip Tide è il terzo album in studio dei Beirut, pubblicato ad agosto 2011 per la Pompeii Records.

## Tracce
1. A Candle's Fire – 3:19
2. Santa Fe – 4:14
3. East Harlem – 3:59
4. Goshen – 3:20
5. Payne's Bay – 3:48
6. The Rip Tide – 4:26
7. Vagabond – 3:19
8. The Peacock – 2:26
9. Port of Call – 4:21